# Daniel Laurens Barringer
Daniel Laurens Barringer (* 1. Oktober 1788 im Cabarrus County, North Carolina; † 16. Oktober 1852 in Shelbyville, Tennessee) war ein US-amerikanischer Politiker. Zwischen 1826 und 1835 vertrat er den Bundesstaat North Carolina im US-Repräsentantenhaus.

## Werdegang
Daniel Barringer war der Onkel des Kongressabgeordneten Daniel Moreau Barringer (1806–1873). Nach einem Jurastudium und seiner Zulassung als Rechtsanwalt begann er in Raleigh in diesem Beruf zu arbeiten. Gleichzeitig schlug er eine politische Laufbahn ein. Zwischen 1813 und 1822 war er mehrfach Abgeordneter im Repräsentantenhaus von North Carolina. In den 1820er Jahren schloss er sich der Bewegung um den späteren Präsidenten Andrew Jackson an. Ende der 1820er Jahre wurde er Mitglied der von diesem gegründeten Demokratischen Partei.
Nach dem Rücktritt des Abgeordneten Willie Person Mangum wurde er bei der fälligen Nachwahl für den achten Sitz von North Carolina als dessen Nachfolger in das US-Repräsentantenhaus in Washington, D.C. gewählt, wo er am 4. Dezember 1826  sein neues Mandat antrat. Nach mehreren Wiederwahlen konnte er bis zum 3. März 1835 im Kongress verbleiben. Seit 1833 gehörte er der Opposition zu Präsident Jackson an. Er verließ die Demokratische Partei und wurde später Mitglied der Whigs. Während seiner ersten Zeit als Kongressabgeordneter bis 1829 wurde im Kongress heftig zwischen Anhängern und Gegnern von Andrew Jackson gestritten. Nach dessen Amtsantritt als Präsident im März 1829 stand seine Politik im Mittelpunkt der Diskussionen. Dabei ging es um die umstrittene Durchführung des Indian Removal Act, die Nullifikationskrise mit dem Staat South Carolina und die Bankenpolitik Jacksons.
Im Jahr 1834 wurde Barringer nicht wiedergewählt. Nach seinem Ausscheiden aus dem US-Repräsentantenhaus zog er nach Shelbyville in Tennessee, wo er als Anwalt praktizierte. In den Jahren 1843 und 1845 war er Abgeordneter im Repräsentantenhaus von Tennessee und auch dessen Speaker. 1844 war er Wahlmann der Whigs bei den Präsidentschaftswahlen. Barringer war Sklavenhalter. Daniel Barringer starb am 16. Oktober 1852 in Shelbyville.